# Caviphantes
Caviphantes é um gênero de aranhas da família Linyphiidae descrito em 1960.